# 중동대서양 수산 위원회
중동대서양 수산 위원회(Fishery Committee for the Eastern Central Atlantic, CECAF)는 중동대서양 수역의 수산자원의 합리적 이용을 위한 사업개발, 관리조치 설정 지원, 연수활동 증진을 목적으로 1967년 9월 설립된 국제수산기구이다. 회원국은 스페인, 미국, 호주, 이탈리아 등 20개국이다. 본부는 이탈리아 로마에 있다. 대한민국은 1968년 1월 10일 가입하였다.

## 규제사항
- 저서어업망목 규제(대구,도미) : 60mm 이상